# Anne Brugnera
Anne Brugnera (ur. 28 listopada 1970 w Wersalu) – francuska polityk reprezentująca partię La République En Marche! W wyborach parlamentarnych w czerwcu 2017 r. została wybrana do francuskiego Zgromadzenia Narodowego, w którym reprezentuje departament Rodan.